# Bandundu (tỉnh)
Bandundu là một trong 10 tỉnh của Cộng hòa Dân chủ Congo. Nó giáp ranh với các tỉnh Kinshasa và Bas-Congo ở phía tây, Équateur ở phía bắc, và Kasai-Occidental ở phía đông, nó cũng có đường biên giới với các bang Pool, Plateaux của Cộng hòa Congo và các tỉnh Uíge, Malanjie, Lunda Norte của Angola. Tỉnh lị là Thành phố Bandundu.
Năm 1966, Bandundu được thành lập khi sáp nhập 3 vùng chính trị Kwilu, Kwango, và Mai-Ndombe.

## Địa lý

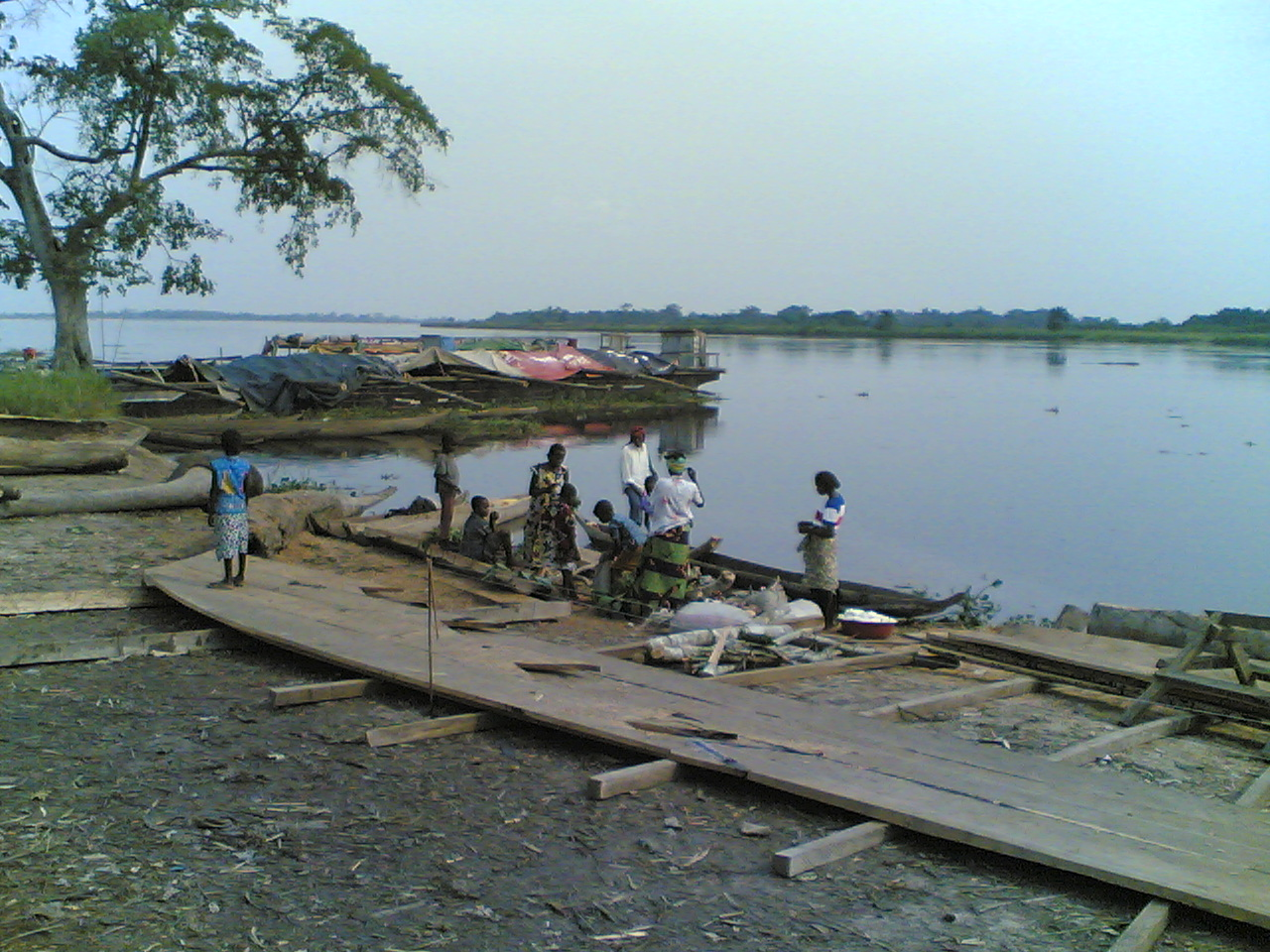
Beside the Kwilu River at Bandundu

Cảnh quan của Bandundu chủ yếu là địa hình cao nguyên bao phủ ở savanna, bị cắt bởi các con sông và suối thường có ranh giới là các khu rừng thưa.
Tỉnh bị chia cắt bởi sông Kasai đổ vào sông Congo ở ranh giới phía tây của tỉnh. Các sông lớn khác là sông Kwango, Kwenge, Kwilu và Lukenie.
Hồ Mai-Ndombe là hồ lớn nhất ở đây, kết hợp với khu vực xung quanh hình thành một khu vực thuộc vùng đất ngập nước Tumba-Ngiri-Maindombe.

## Kinh tế
Hầu hết các làng nằm ở độ cao lớn hơn, các dân làng phải làm rẫy trong thung lũng. Các loại cây trồng chính là khoai mì (sắn), ngô, bí, và đậu. Dân làng nuôi gà, vịt, dê, cừu và gia súc, và ngoài ra còn có cá và thịt thú rừng.

## Phân chia hành chính

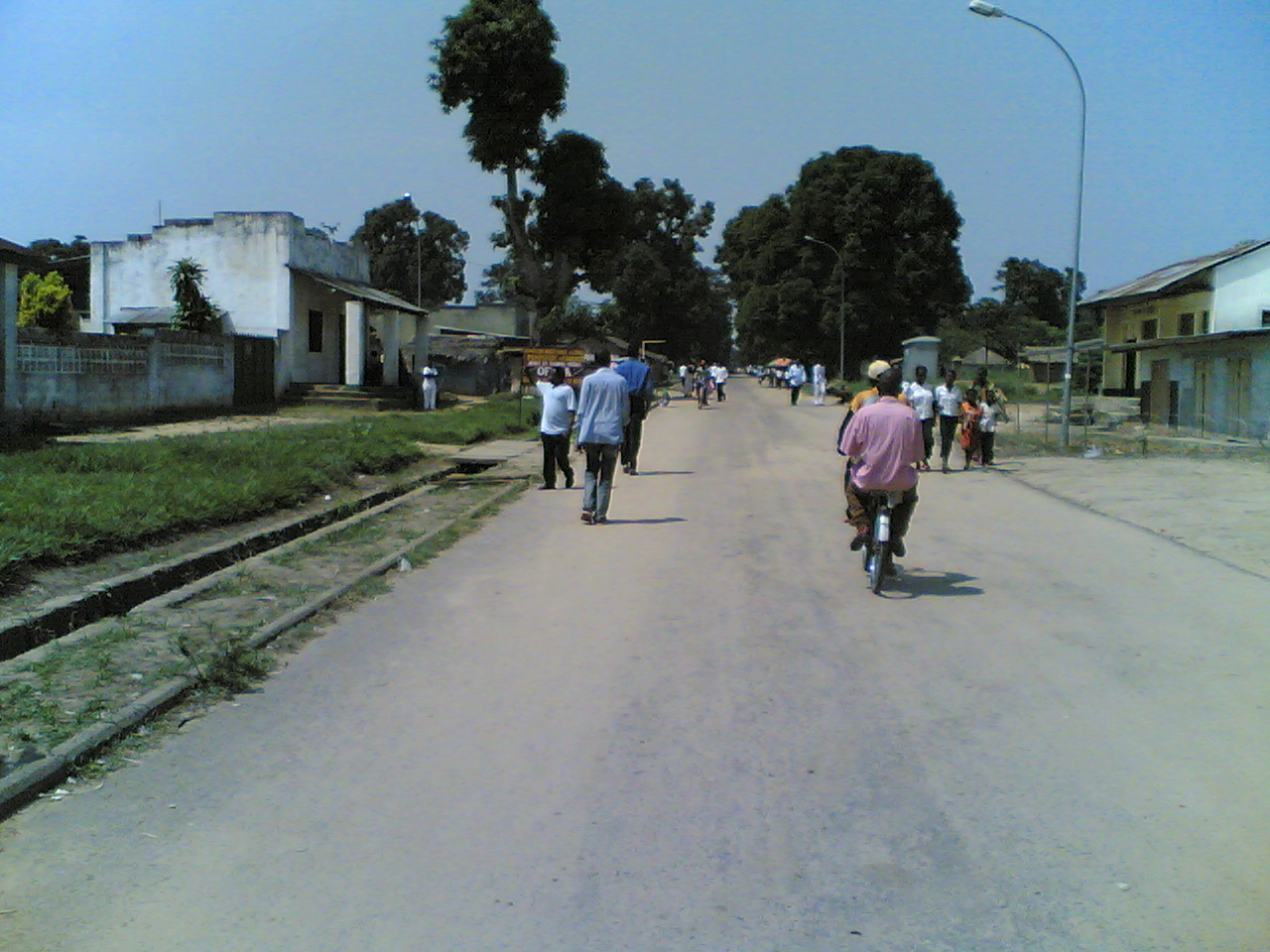
Đường phố ở trung tâm Bandundu

Tỉnh này được chia thành các thành phố Bandundu và Kikwit và các huyện gồm Kwango, Kwilu, Mai-Ndombe và Plateaux.
Các thành phố và thị trấn cùng với dân số năm 2010 như sau:
| Tên           | Huyện            | Vùng lãnh thổ           | Dân số 2010 | Tọa độ                          |
| ------------- | ---------------- | ----------------------- | ----------- | ------------------------------- |
| Bagata        | Huyện Kwilu      | Bagata Territory        | 18,938      | 3°44′N 17°57′Đ / 3,73°N 17,95°Đ |
| Bandundu      | Huyện Mai-Ndombe | (thành phố)             | 137,460     | 3°19′N 17°23′Đ / 3,31°N 17,38°Đ |
| Bolobo        | Huyện Plateaux   | Bolobo Territory        | 31,735      | 2°10′N 16°14′Đ / 2,16°N 16,24°Đ |
| Bulungu       | Huyện Kwilu      | Bulungu Territory       | 54,880      | 4°33′N 18°36′Đ / 4,55°N 18,6°Đ  |
| Dibaya-Lubwe  | Huyện Kwilu      | Idiofa Territory        | 37,390      | 4°09′N 19°52′Đ / 4,15°N 19,87°Đ |
| Feshi         | Huyện Kwango     | Feshi Territory         | 7,591       | 6°07′N 18°10′Đ / 6,12°N 18,17°Đ |
| Gungu         | Huyện Kwilu      | Gungu Territory         | 22,946      | 5°48′N 19°20′Đ / 5,8°N 19,33°Đ  |
| Idiofa        | Huyện Kwilu      | Idiofa Territory        | 58,637      | 5°02′N 19°36′Đ / 5,03°N 19,6°Đ  |
| Inongo        | Huyện Mai-Ndombe | Inongo Territory        | 46,657      | 1°56′N 18°17′Đ / 1,94°N 18,28°Đ |
| Kahemba       | Huyện Kwango     | Kahemba Territory       | 18,061      | 5°15′N 19°42′Đ / 5,25°N 19,7°Đ  |
| Kasongo-Lunda | Huyện Kwango     | Kasongo-Lunda Territory | 22,860      | 6°29′N 16°50′Đ / 6,48°N 16,83°Đ |
| Kenge         | Huyện Kwango     | Kenge Territory         | 42,884      | 4°50′N 16°54′Đ / 4,83°N 16,9°Đ  |
| Kikwit        | Huyện Kwilu      | (thành phố)             | 370,328     | 5°02′N 18°49′Đ / 5,03°N 18,81°Đ |
| Kiri          | Huyện Mai-Ndombe | Kiri Territory          | 14,033      | 1°27′N 19°00′Đ / 1,45°N 19°Đ    |
| Kutu          | Huyện Mai-Ndombe | Kutu Territory          | 37,405      | 2°44′N 18°09′Đ / 2,73°N 18,15°Đ |
| Mangai        | Huyện Kwilu      | Idiofa Territory        | 43,155      | 4°02′N 19°32′Đ / 4,04°N 19,53°Đ |
| Masi-Manimba  | Huyện Kwilu      | Masi-Manimba Territory  | 30,542      | 4°46′N 17°55′Đ / 4,77°N 17,92°Đ |
| Mushie        | Huyện Plateaux   | Mushie Territory        | 42,409      | 3°01′N 16°55′Đ / 3,02°N 16,92°Đ |
| Oshwe         | Huyện Mai-Ndombe | Oshwe Territory         | 21,681      | 3°24′N 19°30′Đ / 3,4°N 19,5°Đ   |
| Popokabaka    | Huyện Kwango     | Popokabaka Territory    | 12,564      | 5°42′N 16°35′Đ / 5,7°N 16,58°Đ  |